# Phyllotreta tetrastigma
Phyllotreta tetrastigma är en skalbaggsart som först beskrevs av Comolli 1837.  Phyllotreta tetrastigma ingår i släktet Phyllotreta, och familjen bladbaggar. Enligt den finländska rödlistan är arten nära hotad i Finland. Arten är reproducerande i Sverige. Artens livsmiljö är strandängar vid sötvatten.

## Bildgalleri

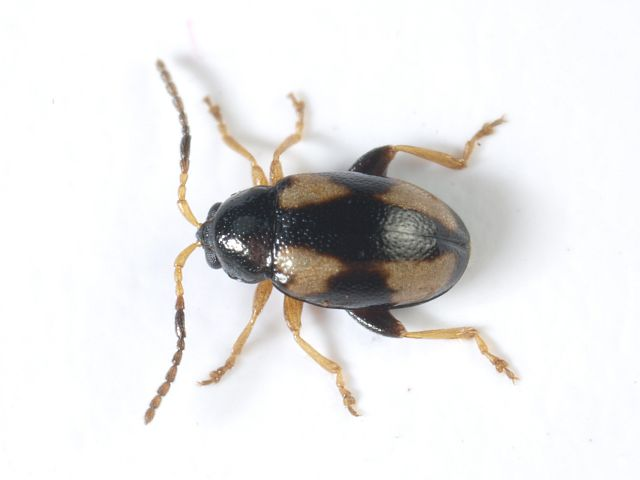